# Storyteller (jeu vidéo)
Storyteller est un jeu vidéo de réflexion conçu par Daniel Benmergui et édité par Annapurna Interactive.

## Système de jeu
Le joueur forme des récits en plaçant des personnages et des scènes dans un nombre limité de cases sur un niveau, représenté par une double page d'un grand livre de contes. Selon l'agencement des personnages, des scènes et leur ordre, l'histoire, les motivations et les actions des personnages s'adaptent en conséquence, affectant le résultat des cases suivantes.
Chaque niveau a un titre, et le joueur doit créer une histoire correspondant à ce titre. Certaines doubles pages ont plusieurs solutions et un sous-objectif à compléter quand terminées une première fois. Chaque chapitre portant sur un thème donné, souvent avec des scènes, personnages et mécaniques dédiées, comporte quatre niveaux. Une fois tous les chapitres complétés, il est possible de rejouer certains niveaux avec un nouvel objectif faisant intervenir un nouveau personnage, le Diable. Plusieurs défis annexes non reliés à un niveau en particulier, présentés sous la forme d'une collection de timbres à la fin du livre, sont à réaliser.

## Développement
Storyteller est en développement par le concepteur de jeux argentin Daniel Benmergui depuis 2009,. Le prototype du jeu a remporté le prix de l'innovation Nuovo au Independent Games Festival en 2012.
Benmergui a évoqué la longue période de développement du jeu lors d'une présentation Fuckup Nights en 2020, détaillant comment il avait abandonné le projet en 2015 après avoir dû retourner vivre chez sa mère, avant de reprendre le travail plus tard. Il a fait appel à l'artiste Jeremias Babini pour remplacer l'esthétique en pixel art par un style inspiré des livres de contes pour enfants, et au compositeur Zypce pour la conception sonore.
Une démo limitée, présentant le nouveau style visuel et la musique, est publiée en juillet 2021. Le jeu est sorti le 23 mars 2023 sur Microsoft Windows et Nintendo Switch, puis le 26 septembre 2023 sur iOS et Android via Netflix en même temps qu'une mise à jour introduisant les objectifs bonus avec le Diable et la collection de timbres,,.